# Toby Turner
Toby Joseph Turner (nacido el 3 de marzo de 1985), también conocido por su nombre artístico "Tobuscus", es una figura estadounidense de internet, actor, comediante y músico. Originario de Niceville, Florida, actualmente reside en Arizona y es más conocido por sus videos en Youtube, así como por varios papeles en televisión y cine. A la fecha, 26 de enero de 2020, Turner tiene un total de 14.53 millones de suscriptores y más de 3 831 millones de vistas entre sus tres canales de Youtube.

## Primeros años
Toby Joseph Turner nació el 3 de marzo de 1985 en Osborn, Misisipi y creció en Niceville, Florida. Asistió a la Universidad de Florida y, como se interesó por la cinematografía, se graduó en producción de telecomunicaciones. Más tarde, la madre de Toby pidió un préstamo y le compró una cámara de vídeo, el cual posteriormente usaría durante su carrera como youtuber.

## Carrera

### Youtube
Toby Turner alcanzó una notoriedad temprana en Youtube a través de su canal "Tobuscus", y más tarde a través de su canal secundario de videoblog, así como su canal de videojuegos. El estilo de contenido de Toby es a menudo extrovertido, excéntrico y enérgico. Toby ha especulado que sufre de TDAH y algunos han hecho esta suposición de manera similar debido a su comportamiento bullicioso y a veces inapropiado.
Además de sus canales, Turner también trabajó junto a Philip DeFranco en Like Totally Awesome y Cute Win Fail. En 2010, Turner firmó con la red multicanal Machinima, Inc., antes de cambiar a Maker Studios en julio de 2013.

#### Canal principal
Toby Turner creó su primer canal en Youtube el 14 de mayo de 2006 bajo el nombre de Tobuscus. El primer video que permanece en el canal es un sketch basado en la película Click del 2006. Uno de los primeros videos populares de Turner es "Don't Tase Me, Bro!", una grabación remezclada del "Incidente de la pistola eléctrica en la Universidad de Florida" en el que su compañero de clase Andrew Meyer fue aturdido con una pistola eléctrica por un oficial de policía. Desde entonces, el canal Tobuscus se ha centrado en sketch cómicos y los dibujos animados, logrando reconocimiento en la plataforma por videos como "I Can Swing My Sword", "Safety Torch" y "Nugget In A Biscuit". La serie de Turner Literal Trailers es también una de las más populares, lo que le ha valido el reconocimiento de parte de CBS News, que describió su interpretación del tráiler de Dead Island como "asombrosa" e "hilarante", y de Wired, que elogió el Literal Trailer de la película Iron Man 3.

#### Canales de videoblog y videojuegos
En abril de 2009, Turner comenzó a usar su canal TobyTurner para subir diariamente videoblogs sin editar que detallaban su vida personal, a los que denominó "videoblogs perezosos". En julio de 2010, Toby registró su cuarto (tercero en uso) canal de Youtube bajo el nombre de TobyGames, designándolo para una nueva serie de videos cómicos del tipo Let's Play. 

### Película y televisión
El primer papel de Turner en un largometraje fue la película de comedia romántica del 2010, New Low, en la que interpretó al comediante Dave, el mejor amigo del protagonista Wendell interpretado por el escritor, productor y director Adam Bowers. La película se estrenó en el Festival de Cine de Sundance en enero de 2010, antes de recibir la cobertura del Festival de Cine de Austin en octubre y del Festival de Cine de Glasgow en febrero siguiente, y posteriormente se estrenó en formato deuvedé en 2012. Más tarde, en 2012, protagonizó la película de terror psicológico Smiley, escrita y dirigida por Michael Gallagher y coprotagonizada por su compañero de Youtube Shane Dawson. Turner también protagonizó junto a Dawson la comedia de 2015 Bob Thunder: Internet Assassin y tuvo un papel secundario en la película de 2015, The Great Gilly Hopkins.
Entre 2012 y 2014, Turner protagonizó la serie de animación de Cartoon Network The High Fructose Adventures of Annoying Orange. Turner interpretó a Nerville, el único personaje humano que puede interactuar con las frutas.

## Otros trabajos

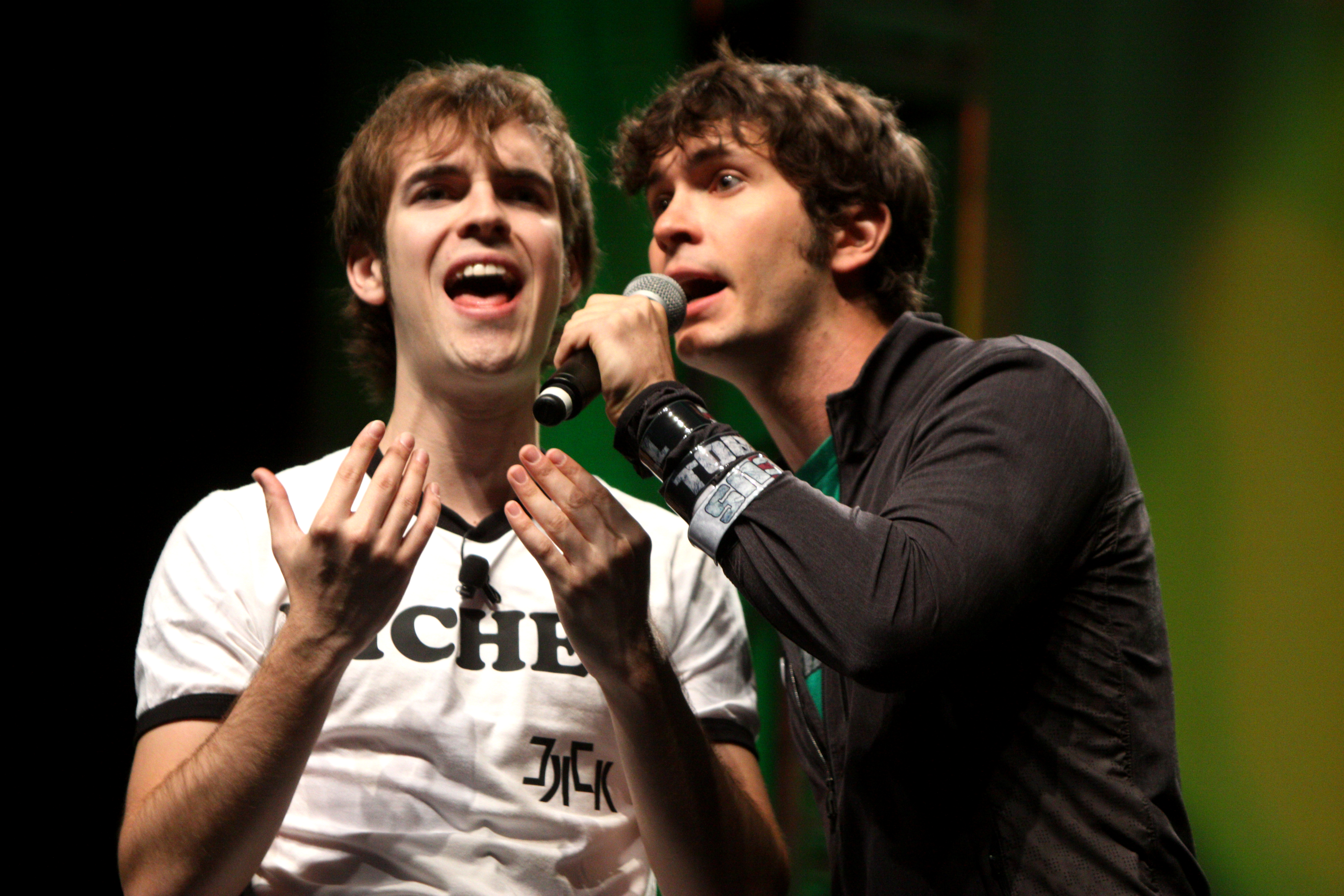
Turner actuando junto a Jack Douglass en el evento VidCon el año 2012.

Toby Turner, quien es descrito en su sitio web oficial como un "marketer viral [...] y consultor para plataformas de medios sociales", ha trabajado para grandes compañías en campañas publicitarias, incluyendo NBC, Disney, y otras. Se acredita su participación en los anuncios de la serie de drama criminal Lie to Me de Fox, el fabricante y minorista de calzado Timberland, los productos de comida rápida Pop-Tarts y la red social Ouibox.[cita requerida]
Toby también fue presentador de varios eventos y series, entre los que se incluyen Set Me Free Tour de Toshiba para MTV en agosto de 2009 y la presentación de programas web para Comedy Central, Spike y VH1. En diciembre de 2012, Turner fue nominado como mejor presentador en los premios Streamy Awards del 2013, aunque finalmente perdió contra KassemG.
En mayo de 2013, Turner creó una campaña de recaudación de fondos en el sitio web de crowdfunding Indiegogo para un videojuego para iOS (y más tarde Android) basado en su serie de Youtube Tobuscus Adventures, llamada Tobuscus Adventures: Wizards!. La recaudación de fondos superó su objetivo de 240 000 dólares en dos días, llegando a más de 644 000 dólares. El juego salió a la venta en marzo de 2015 para iOS y más tarde para Android, y en mayo de 2018 para PC, con planes de extenderlo a PlayStation 4, Xbox One y Nintendo Switch. Antes del lanzamiento de Tobuscus Adventures: Wizards!, Toby también reveló que un segundo juego, aunque más pequeño, estaba en desarrollo al mismo tiempo y basado en el popular juego Minecraft, titulado "Mine The Diamond", que fue lanzado más tarde en junio de 2015 para iOS.
En mayo de 2014, Turner firmó un acuerdo de tres libros con Tegen Books, un sello de Harper Collins, para ayudar a crear una serie ilustrada estilo diario basada en Tobuscus Adventures. El primer, segundo y tercer libro se publicaron en el otoño de 2015, el verano de 2016 y el invierno de 2017, respectivamente. Se ha programado la publicación de un cuarto libro en 2018.
Turner fue elegido para dar voz al personaje de Ant-Man/Scott Lang para el videojuego para dispositivos móviles de 2016 Marvel Avengers Academy.

## Alegaciones de agresión sexual
El 8 de abril de 2016, la exnovia de Turner, April Fletcher, conocida en línea como AprilEfff, hizo varias acusaciones contra el youtuber, entre ellas que era adicto a las drogas, que había engañado a varias de sus novias (incluida Fletcher) y que la drogó y violó en febrero de 2013. Escribiendo una publicación en el sitio web de Tumblr, Fletcher afirmó que ella había contemplado el suicidio después de lo sucedido, y que Turner probablemente había cometido los mismos actos con otras mujeres. Amelia Talon, exnovia de Turner y también youtuber, corroboró los relatos de Fletcher poco después, alegando que ella también había sido drogada por Turner. El 9 de abril de 2016, Jaclyn Glenn, otra exnovia de Turner, publicó un video en Youtube sobre las acusaciones; Glenn afirmó que Turner tenía amoríos durante su relación, y que aunque ella pensaba que las acusaciones de violación eran posibles, personalmente creía que eran falsas. Las exnovias de Turner Olga Kay y Melanie Murphy negaron haber sido agredidas por Toby, aunque Murphy admitió que Turner no le era fiel. Aunque no apoyaron las acusaciones de violación, tanto la exnovia de Turner, Tara Babcock, como el excolaborador de Turner, Philip DeFranco, atestiguaron que Turner tiene drogodependencia, no es monógamo en sus relaciones sentimentales y necesita ayuda mental.
Turner respondió a las acusaciones el 11 de abril de 2016. En un breve vídeo, calificó las afirmaciones de Fletcher como "falsas" y afirmó que "nunca había hecho nada sin su consentimiento [y] nunca trató de engañarla para que hiciera algo".
El 14 de junio de 2018, Turner publicó otro video titulado "#MeToo ...late?" donde afirma que le aconsejaron no decir nada cuando se publicó la publicación de April Fletcher en el sitio web Tumblr, posteriormente en el video explica su versión de lo sucedido. En el video insiste en que nada malo ocurrió esa noche, sólo que dejó que una amiga (Fletcher) se quedara a dormir en su casa, debido a que ella insistió en que tenía demasiado miedo de volver a casa tan tarde por la noche. También afirma que Fletcher quería tener una relación romántica con él, mientras que él sólo quería que siguieran siendo amigos. En el video, Turner también sugiere que Fletcher insinuó que haría una publicación en Tumblr acusándolo de violación.
Como resultado de las acusaciones, Turner fue reemplazado como la voz de Ant-Man/Scott Lang para el videojuego para dispositivos móviles Marvel Avengers Academy.

## Recepción
En los primeros años de sus tres canales funcionando simultáneamente, Turner fue considerado una de las personalidades más populares de YouTube, más tarde reconocido como un "pilar", "pionero" y "uno de los más grandes innovadores del sitio". Sin embargo, según Social Blade, que sigue las estadísticas de los canales de Youtube, su popularidad comenzó a declinar gradualmente a partir de finales de 2013; para cada uno de sus canales, el número de nuevos suscriptores y el total de visitas por mes comenzó a disminuir constantemente, junto con un número cada vez mayor de personas que se desuscriben en contraste con los que se suscriben. Aunque Turner recibió mucha atención como resultado de las denuncias de abuso sexual formuladas contra él en 2016, la tendencia continuó. Turner ha expresado en ocasiones cómo sus canales han sufrido por cuestiones de administración en YouTube que, en última instancia, restringe el número de visualizaciones por vídeo que recibe. Por ejemplo, en una entrevista con Heavy en 2018 y en un vídeo subido en 2019 titulado "Dear Algorithm", declaró que los creadores de contenido como él ocasionalmente no aparecían en los feeds de sus suscriptores y, como resultado, la mayoría de sus suscriptores no eran notificados cuando él subía nuevo contenido. Turner también ha intentado llegar a Youtube directamente, como en 2017 tuiteando a su administración en Twitter de que ni el botón de suscripción ni el icono de la campana, introducido recientemente en aquel entonces, que notificaba inmediatamente a los suscriptores de los nuevos videos subidos, funcionaban correctamente en ese momento.
Mientras tanto, Harrison Jacobs de Business Insider, escribió en 2014 sobre cómo Turner había estado emprendiendo varios proyectos fuera de Youtube. Anotó que, aunque seguía publicando con frecuencia en sus canales, parecía especialmente dedicado a otros trabajos con la esperanza de que pudieran dirigirle hacia medios más "tradicionales", citando el primer libro de Turner basado en su serie web Tobuscus Animated Adventures, así como su videojuego para dispositivos móviles Tobuscus Adventures: Wizards!. Jacobs señaló que durante el periodo de casi dos años que tomó el desarrollo del videojuego, este había excedido el presupuesto, a pesar de haber recibido más del doble de los fondos solicitados, y había sufrido una serie de retrasos, que el propio Turner atribuyó a la falta de experiencia.
Turner ha respondido en ocasiones de manera irónica a las pruebas y comentarios que se han hecho sobre la popularidad de sus tres canales, expresando poca preocupación y, posteriormente, pidiendo una perspectiva más positiva, ya que sus primeros vídeos tenían un contenido similar al de su material actual.

## Vida personal
Tras haber comenzado su carrera como youtuber en Niceville, Turner se trasladó a Los Ángeles en 2008. Desde 2017, Toby reside en Washington.